# 야마모토역 (효고현)
야마모토역(일본어: 山本駅, やまもとえき)은 일본 효고현 다카라즈카시에 있는 한큐 전철 다카라즈카 본선의 역이다. 2003년 8월 30일 이후에는 모든 열차가 정차하고 있다. 역 번호는 HK-52이다.
한큐 부동산이 개발한 다카라즈카 야마테다이 주택의 관문이다. 또한, 다카라즈카 시 내에서 다카라즈카 본선의 역에서는 다카라즈카 역에 이어 승하차 인원이 많아 특급이나 쾌속 급행이 운행되고 있던 시절에는 그 정차역이었다.

## 역사
- 1910년
  - 3월 10일: 미노오아리마 전기궤도(후, 한큐 전철) 개통과 동시에 야마모토역 개업. 한큐 전철에서 가장 오래된 역 중 하나이다.
  - 10월 23일: 하나야시키(1962년, 히바리가오카하나야시키 역으로 통합) ~ 야마모토 역 사이에 히라이역 개업.
- 1944년 9월 1일: 히라이 역을 야마모토 역에 통합, 현재 위치로 이전[5].
- 1989년 8월 1일: 지하역사화[1].
- 2000년 6월 4일: 특급[2] 정차역이 됨.
- 2013년 12월 21일: 역 번호(HK-52) 도입.

## 역 구조
상대식 승강장 2면 2선의 지상역이다. 분기기, 절대 신호를 갖지 않아 정류장으로 분류된다. 개찰구는 지하에 설치되어 있고, 역이 산자락에 위치하고 있는 관계에서 개찰구는 역 남쪽과 동일 평면상에 있는 역의 바로 밑을 시도가 다니고 있고, 역 남쪽에서 보면 고가역처럼 보인다.
역의 북쪽에는 지하 주차장 및 버스와 택시의 발착하는 로터리가 있다.

### 승강장
| 번호 | 노선              | 방향 | 행선                                                      |
| ---- | ----------------- | ---- | --------------------------------------------------------- |
| 1    | ■ 다카라즈카 본선 | 하행 | 다카라즈카・고베・니시노미야키타구치・니가와・이마즈 방면 |
| 2    | ■ 다카라즈카 본선 | 상행 | 오사카 (우메다)・주소・미노오・ 교토・기타센리 방면       |

## 역 주변
역 주변은 옛부터 원예의 거리로 알려지면서 역 북쪽 출입구에는 접목의 기법을 확립한 현덕비가 있다.
- 아이아이 파크 - 도보로 약 5분.
- 이타미 시립 아라마키 장미 공원 - 도보로 약 20분.
- 다카라즈카 시 나가오 서비스 센터
- 다카라즈카 야마모토 우체국
- 코프 고베 코프 야마모토
- 한큐 다카라즈카 야마테다이

## 사진

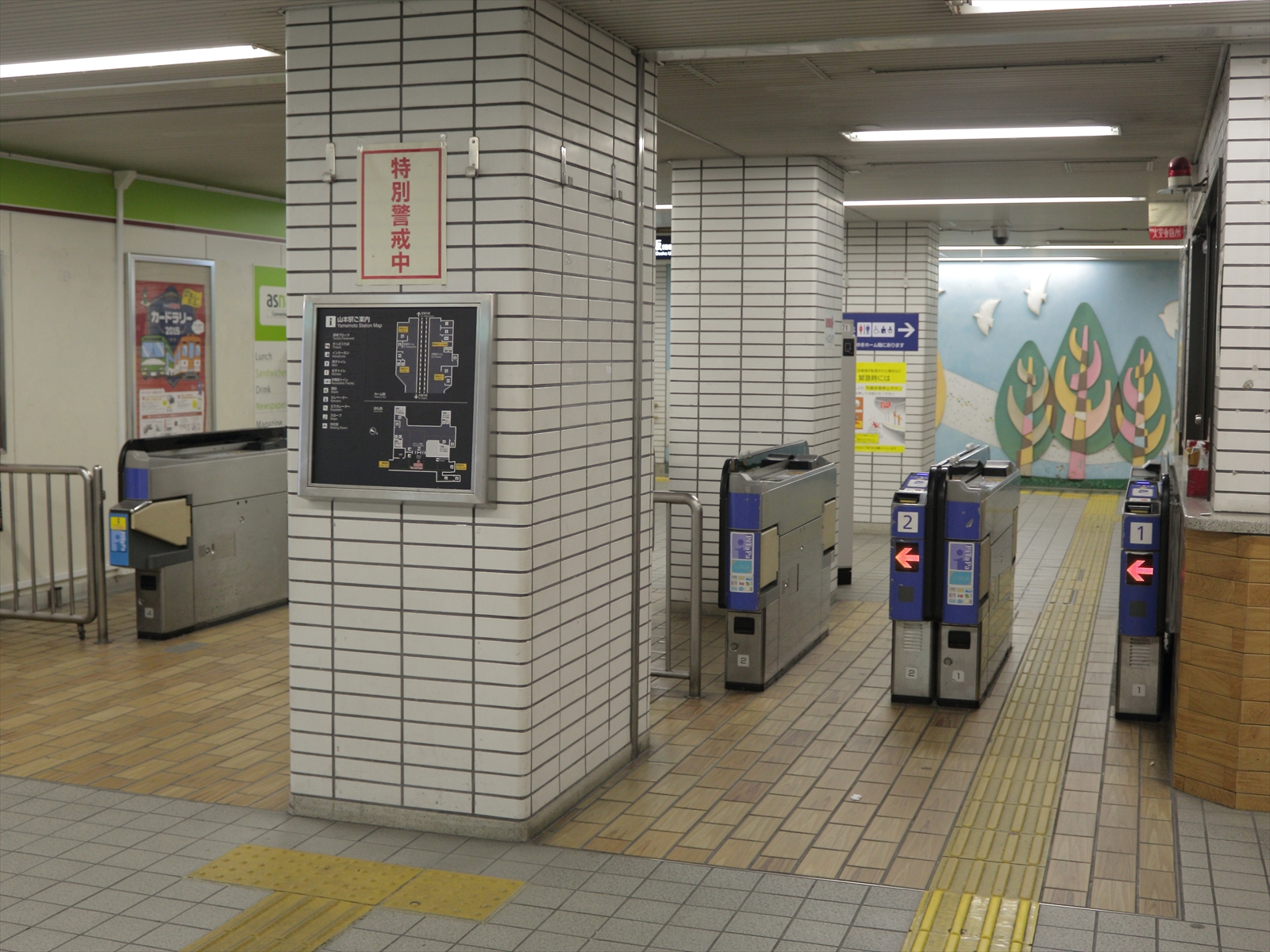
개찰구
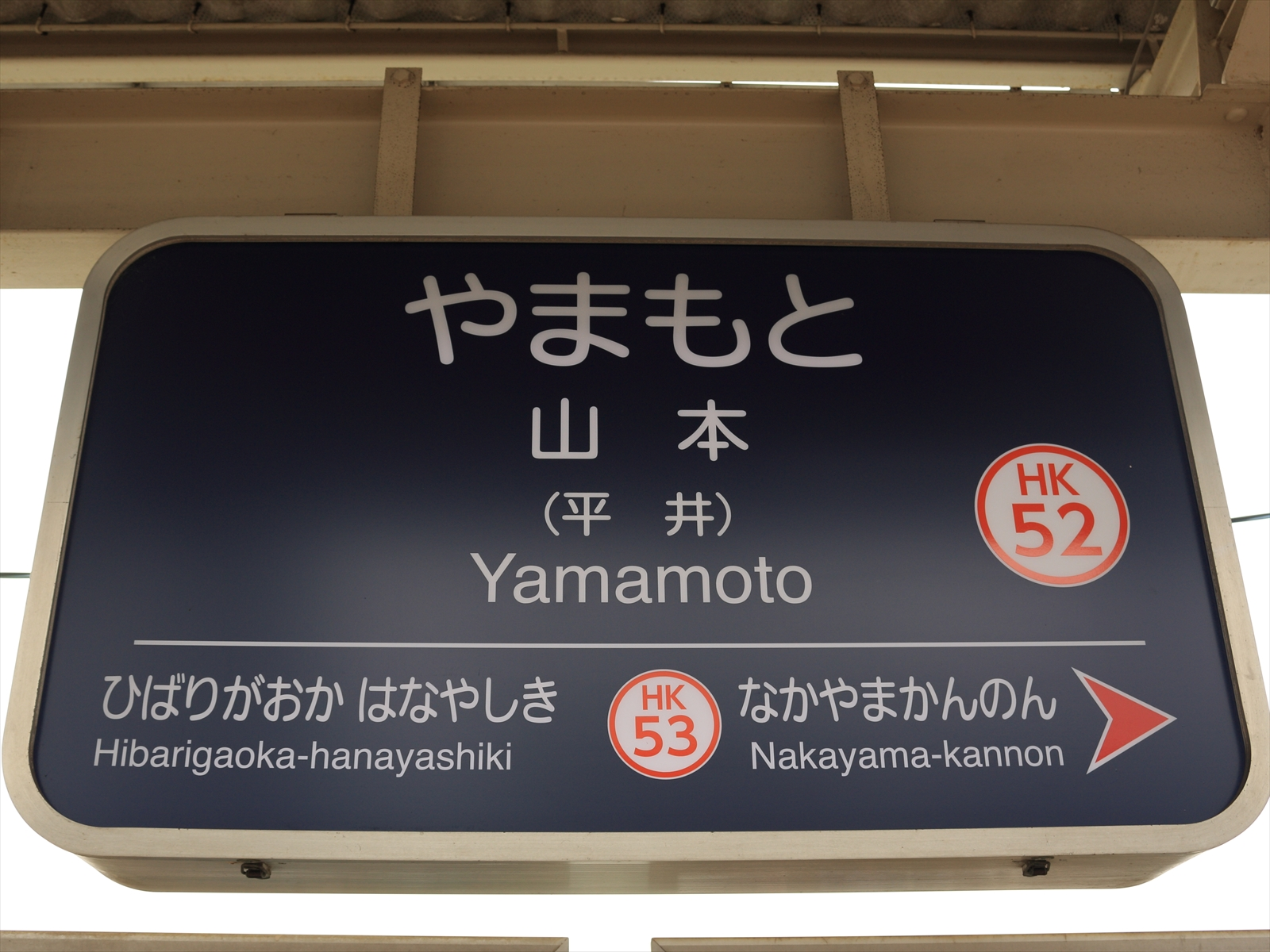
역명판

## 인접역
| 한큐 전철 ■ 다카라즈카 본선              | 한큐 전철 ■ 다카라즈카 본선 | 한큐 전철 ■ 다카라즈카 본선        |
| ---------------------------------------- | --------------------------- | ---------------------------------- |
| HK-51 히바리가오카하나야시키 우메다 방면 | ■ 급행 ■ 준급 ■ 보통        | 나카야마칸논 HK-53 다카라즈카 방면 |